# Свої діти
Свої діти (рос. Свои дети) — телефільм українського кінорежисера Олександра Кірієнка.

## Сюжет
Коли два роки тому фігуристка Діна отримала серйозну травму, яка закрила їй дорогу у великий спорт, жінка думала, що життя скінчене. Але вона знайшла дуже цікаву роботу: тепер Діна вчить дітей танцювати, і не де-небудь, а у дитячому будинку. Самотня жінка дуже полюбила свою нову справу і особливо своїх юних вихованців.
Одного дня в цьому дитбудинку з'являється нова дівчинка Лада, боязка, сором'язлива і дуже талановита. Дітям вона не подобається, і вони перетворюють її життя на кошмар. Ладу нікому захистити. І тут їй на допомогу приходить Діна Андріївна — самотня жінка полюбила бідолаху всім серцем.
Діна вирішує забрати сироту до себе і оформляє опікунство. Вони починають жити разом. І тут в життя колишньої фігуристки приходить довгоочікуване кохання. На ковзанці вона зустрічає привабливого чоловіка на ім'я Гліб. Але коли вони починають жити разом, з'ясовується, що обранцеві Діни зовсім не потрібне чуже дитя, та ще з дитбудинку для розумово відсталих дітей…

## Актори
- Єлизавета Арзамасова — Лада
- Олена Бабенко — Діна Андріївна
- Ірина Мельник — Алевтіна Павлівна, директор дитячого будинку
- Олексій Серебряков — Гліб
- Дмитро Лалєнков — вчитель фізичного виховання
- Олексій Вертинський — регістратор
- Ксенія Ніколаєва — мати Гліба
- Ігор Славінський — батько Гліба
- Катерина Кістень — Лікар у дитячому будинку
- Михайло Аугуст — лікар
- Даша Давидова
- Віктор Данільченко
- Пітер Ворсвік
- Анн Меріл
- Марина Петренко — медсестра
- Ніна Касторф — заступник директора дитячого будинку